# Arte-finalização
Arte-finalização ou arte final, compreende-se como o acabamento de peça de design gráfico, publicitária ou histórias em quadrinhos, onde são dados os últimos retoques e revisões da peça. Quem trabalha com isto é chamado de arte-finalista.